# Neocrepidodera basalis
Neocrepidodera basalis es una especie de insecto coleóptero de la familia Chrysomelidae. Fue descrita científicamente en 1900 por K. Daniel.